# فرانسه (فیلم ۲۰۲۱)
فرانسه (به انگلیسی: France) فیلمی محصول سال ۲۰۲۱ و به کارگردانی برونو دومون است. در این فیلم بازیگرانی همچون لئا سیدو، بلانش گاردن، بنژامین بیوله، یولیانه کولر، امانوئله آریولی، گاتان آمیل، جواد زمار و مارک بتنلی ایفای نقش کرده‌اند.